# Zagrożenie z kosmosu
Zagrożenie z kosmosu (ang. Deadly Skies, Force of Impact lub Ultimate Limit) – amerykańsko-kanadyjski film telewizyjny w reżyserii Sama Irvina z 2005 roku. W USA ukazała się edycja na DVD. W Polsce film ten pokazano w TVP2 po północy 3 kwietnia 2008 roku.

## Fabuła
Znana astronom Madison Kelsey i jej asystent Hockstetter odkrywają, że ku Ziemi zmierza wielka planetoida. Niestety nikt z uznanych naukowców nie bierze jej obliczeń na poważnie, ponieważ istnieje on jedynie w matematycznych obliczeniach komputerowych i nie jest on jeszcze widoczny na niebie. Gdy do uderzenia pozostaje tylko kilka godzin, Madison udaje się przekonać do swoich racji byłego pułkownika lotnictwa, Richarda Donovana, wyrzuconego z armii za złamanie zasady don’t ask, don’t tell. Kelsey, Donovan oraz jego ukochany Mark nadal pełniący służbę wojskową opracowują plan, aby do zniszczenia planetoidy wykorzystać nieużywany wojskowy laser. Problemem jest jednak to, że maszyna znajduje w samym centrum bazy sił powietrznych, a wartownicy będą strzelać w przypadku, jeśli ktoś się do niego zbliży choćby na krok.

## Wersje filmu
Utworzono dwie wersje filmu. Wersja amerykańska zawiera wątek homoseksualnego związku uczuciowego pomiędzy głównymi bohaterami granymi przez Antonia Sabato Jr. i Michaela Boisverta. Z ocenzurowanej międzynarodowej wersji, wydanej na DVD pod tytułem Force of Impact, wycięto sceny ukazujące ten związek i zastąpiono je scenami ukazującymi wzajemne zainteresowanie bohaterów odtwarzanych przez Sabato oraz Rae Dawn Chong. Usunięto także część wypowiedzi, w której Richard Donovan wyjawia Madison Kelsey, za co zwolniono go z wojska. Wersja ta występuje także pod tytułem Ultimate Limit.

## Recenzje
Film nie dostał wysokich notowań, nie został też nagrodzony żadnymi nagrodami filmowymi. Wśród recenzentów pojawiały się opinie o niskie klasie i przewidywalnej fabule.